# 沙希德
沙希德（羅馬化：Shahīd [ʃahiːd]，陰性  [ʃahiːdah]，複數  [ʃuhadaː]），又稱舍希德。阿拉伯語原意是“證人”，也可以解為「殉教烈士」。源於《可蘭經》。
沙希德一詞是用以尊稱穆斯林為履行宗教戒律捍衛自己的信仰者，只要是為了伊斯蘭教而死，無論是天灾、疾病、被處決的人均属于“殉教”的范畴。《可蘭經》第4章74節提及：「誰為主道而戰，以致殺身成仁，或殺敵致果，我將賞賜誰重大的報酬。」《可蘭經》更認為沙希德在天堂中，將會獲得真主所賜的天堂處女為妻。

## 21世紀的觀念
阿富汗塔利班政權聲稱本·拉登是基地組織的“頭號烈士”。